# Andreas Söderkvist
Andreas Söderkvist (* 25. August 1988) ist ein schwedischer Fußballschiedsrichterassistent.
Söderkvist ist seit der Saison 2014 Schiedsrichterassistent in der schwedischen Fotbollsallsvenskan. Bisher war er bereits bei über 200 Ligaspielen im Einsatz. 
Seit 2019 steht er auf der Liste der FIFA-Schiedsrichter und ist an der Spielleitung internationaler Fußballspiele beteiligt.
In der Saison 2020/21 war Söderkvist erstmals bei einem Spiel in der Europa League, in der Saison 2022/23 erstmals bei einem Spiel in der Champions League im Einsatz.
Im April 2024 wurde Söderkvist zusammen mit Mahbod Beigi als Schiedsrichterassistent von Glenn Nyberg für die Europameisterschaft 2024 in Deutschland nominiert.